# نيك هايوود
نيك هايوود (بالإنجليزية: Nick Haywood)‏ هو عازف جاز وملحن أسترالي، ولد في 1961.

## وصلات خارجية
- نيك هايوود على موقع ميوزك برينز (الإنجليزية)